# 4142 Дерсу-Узала
4142 Дерсу-Узала е астероид от основния астероиден пояс с орбитален период 965.6169293 дни (2.64 години).
Астероидът е открит на 28 май 1981 г. от чехкинята Зденка Ваврова.
Наречен е на Дерсу Узала, главен герой от едноименната книга Владимир Арсениев.